# 母の友
『母の友』（ははのとも）は福音館書店の育児に関する月刊誌である。1953年に創刊し、2025年に休刊した。

## 概要
1953年に創刊。育児雑誌の先駆けで、忙しいお父さんやお母さんに「子育てヒント」・「物語のたのしさ」を伝えることを目指した。初代編集長は松居直で、戦争を経験して兄弟を亡くしたことで、「生きることを考える雑誌を作りたい」と考えたことが創刊のきっかけだったという。子どもへの読み聞かせのコーナーからは『ぐりとぐら』『魔女の宅急便』といったベストセラーが生まれた。
2024年10月に、「昨今の情報メディアをめぐる環境の大きな変化を受け」、2025年3月号をもって休刊することが発表された。2月3日発売の2025年3月号で休刊し、その翌日に都内で伊藤康編集長と雑誌で企画を担当した歌人の東直子とのトークイベントがおこなわれた。
新たな情報発信の場としてwebマガジン「とものま」が2025年4月1日にオープンした。